# Bandheidelibel
De bandheidelibel (Sympetrum pedemontanum) is een kleine echte libel (Anisoptera) uit de familie van de korenbouten (Libellulidae). De wetenschappelijke naam van de soort werd in 1766 als Libellula pedemontana gepubliceerd door Otto Friedrich Müller.

## Kenmerken
De soort is eenvoudig te herkennen aan de vleugeltekening: zowel bij het wijfje als het mannetje loopt in de tophelft van iedere vleugel een onmiskenbare donkerbruine dwarsband. Uitgekleurde mannetjes krijgen een dieprood achterlijf en rode pterostigma’s. Jonge mannetjes en vrouwtjes hebben een geel achterlijf, later bruin, met opvallend crèmekleurige pterostigma's. De poten zijn geheel zwart. De lichaamslengte ligt tussen 28 en 35 millimeter.
De larve is 12–15 mm. 

## Vliegtijd
De vliegperiode loopt van half juni tot half oktober, met een vliegpiek van eind juli tot begin september. 

## Gedrag en voortplanting
De bandheidelibel heeft een eenjarige levenscyclus en overwintert als ei. De eieren komen in het voorjaar uit, waarna de larven zich snel ontwikkelen. Uitsluipen vindt plaats vanaf half juni tot begin september, met een piek in eind juli en begin augustus. Jonge imago's vliegen weg van het water en zijn dan meestal te vinden in ruige graslanden, waar ze jagen en overnachten. Geslachtsrijpe dieren keren terug naar het water, de mannetjes eerder dan de vrouwtjes. De mannetjes vliegen door de oevervegetatie op zoek naar vrouwtjes en gaan daarbij vaak zitten. Ze gedragen zich niet territoriaal. De eitjes worden in vlucht aan het wateroppervlak afgestreken, op plaatsen met veel waterplanten. Aanvankelijk gebeurt dit door het vrouwtje en mannetje samen in tandemhouding, maar al snel gaat het vrouwtje solitair verder.

## Habitat
De habitat van de bandheidelibel bestaat uit zwakstromende en stilstaande wateren die volledig in de zon liggen en meestal een goed ontwikkelde, maar open vegetatie hebben. Dit kunnen beekjes zijn of sloten, kwelmoerassen, plasjes. Er is vrijwel altijd kwelwater aanwezig. Hij leeft in heuvelachtige en bergachtige gebieden.

## Verspreiding en voorkomen
De soort komt verspreid over het Palearctisch gebied oostelijk tot in Japan voor. De westelijke grens van het verspreidingsgebied loopt door Nederland, België en Frankrijk. In Nederland is de soort vrij zeldzaam, maar wordt sinds 1999 snel algemener. In Overijssel is hij al vrij algemeen.

## Verwante en gelijkende soorten
In Noordwest-Europa komen geen andere libellen voor met een vergelijkbare vleugeltekening. Afgezien van de vleugels lijkt de soort het meest op de bloedrode heidelibel (Sympetrum sanguineum), die ook zwarte poten heeft. In het larvestadium is verwarring mogelijk met de Kempense heidelibel (Sympetrum depressiusculum), die als larve ook sterk ontwikkelde rugdoorns heeft.

## Bedreigingen en bescherming
De bandheidelibel staat op de Rode Lijst van de IUCN als niet bedreigd, beoordelingsjaar 2013. De soort is in Nederland en België een zeldzame soort, vooral als zwerver waar te nemen, vanuit het oosten waar de soort algemener is. De Nederlandse Rode Lijst 2004 duidde de soort aan als gevoelig, maar op de lijst van 2015 komt de bandheidelibel niet meer voor.